# Фолкеншванд
Фолкеншванд (њем. Volkenschwand) општина је у њемачкој савезној држави Баварска. Једно је од 24 општинска средишта округа Келхајм. Према процјени из 2010. у општини је живјело 1.619 становника. Посједује регионалну шифру (AGS) 9273178.

## Географски и демографски подаци
Фолкеншванд се налази у савезној држави Баварска у округу Келхајм. Општина се налази на надморској висини од 476–501 метра. Површина општине износи 29,2 km². У самом мјесту је, према процјени из 2010. године, живјело 1.619 становника. Просјечна густина становништва износи 55 становника/km².